# スチュワーデスの恋人
『スチュワーデスの恋人』（スチュワーデスのこいびと）は、TBS系列で1994年4月12日 - 6月28日に放送されたテレビドラマ。

## 概要
日本航空の副操縦士の香月とスチュワーデス訓練生の奈津の純愛を描いた作品。『スチュワーデス物語』『トップスチュワーデス物語』に続く作品。
『スチュワーデス物語』のテイストが取り入れられているが原作の無いオリジナル脚本である。主人公は機長昇格試験を控えた香月であり、スチュワーデスの訓練シーンよりも、実際のフライトシミュレーターを使った操縦シーンの割合が多い。

## キャスト
香月秀夫：宅麻伸
34歳。JAL副操縦士（ボーイング747-400限定）。機長の野村とは大学時代からの付き合いである。幼いころから機長になることを夢見ており、機長昇格試験を控えている。リサの死、年齢の差から奈津との交際をためらっていたが、奈津に強引に説得させられる形で相思相愛の関係となる。帰国し身勝手な理論を展開し、自分について回るリサに驚き、辟易していたが最終的に離婚が認められる。
香月リサ：宮崎ますみ
香月の妻。亡くなった父は高名な画家で資産家だった。その父に溺愛されて育った影響で少々、自分本位な面がみられる。「呼ぶ時はハンドベルを鳴らす」という父との取り決めを守り続けており、香月に対しても執拗にベルを鳴らしてついて回る。単独で出かけたフランスで、海難事故に遭遇。父の友人である桜木に偶然、救出され愛人関係になる。桜木の死をきっかけに香月を思い出し、無言電話などを繰り返した末に帰国。復縁を迫るが、捜索の末に死亡認定を受けたと知りつつ、帰国をせず桜木との関係を持ち続けた事を理由に拒否され激昂。新しい恋人である奈津に嫉妬をし、嫌がらせを展開。交通事故に遭って負傷した事を盾に香月を拘束するが、最終回では、奈津の気持ちなどを知って、香月への想いを吹っ切り自立を宣言する。華やいだ印象の美人。
野村奈津：戸田菜穂
20歳。子供のない叔父夫婦の養女として引き取られ､愛情深く育てられた（時期などの詳細は明らかになっていないが、養父の兄であった実父は死去している。実母に関しては不明）。客室乗務員だった養母に影響を受け、養父の勤務先でもあるJALへ就職。思い込みが激しく行動的で、底抜けに明るい性格から、香月に「すっとびウサギ」というあだ名をつけられている。年齢に対して少々、幼い面が見られる。
森村美苗：森尾由美
奈津たちを担当する教官。厳しさと優しさを持ち合わせている。奈津のことでアドバイスを求めて来た香月に、過去の失恋話を聞かせたこともある。
矢内恒子：喜多嶋舞
奈津の同期生。少々、キツイ面があり、恋人がないことから奈津にヤキモチを焼き、突っ掛かってしまうが意地悪な性格ではない。
鈴木薫：井上晴美
奈津の同期生。奈津の恋路を応援しており、恒子とは仲が悪い。
加藤典子：今井美津子
奈津の同期生で、大学を卒業と同時に就職。穏やかで心優しい性格で、お姉さん的な存在。
野村恵子：五十嵐めぐみ
奈津の外縁の叔母で養母（血縁なし）。奈津からは「叔母さん」と呼ばれている。JALのスチュワーデスだったが、職場結婚と同時に退職。奈津と香月の交際には理解を示している。夫とは対照的に温和な人柄だが、奈津を甘やかしてしまう面がある。
野村吉郎：内藤剛志
奈津の叔父（奈津の実父の弟）でJAL機長・運航部門指導教官。香月とペアを組んでフライトをすることが多い。堅物・堅実な性格で、採用試験を落ちたと思い込んだ奈津から「コネで入れて欲しい」と泣きつかれた時、香月の妻が生存していた為、交際が不倫関係になってしまうと知った時は奈津を叱り飛ばしている。実子はなく、兄の死後に奈津を引き受けており(養子縁組の有無は不明)実の娘同然に奈津を愛しており、当初は香月との交際を認めようとしなかった。奈津からは「叔父さん」と呼ばれている。
桜木明：緒形拳
リサの父親の弟子でもある画家。病気に侵されており、フランスで静養中、遭難して海岸に流れ着いたリサを救助。一緒に暮らしていたが、第2話の終了後に死去した。
医師：角野卓造
事故で負傷したリサを診察。歩行不能の原因を「離婚を恐れる気持ちから」と診断した。
スチュワーデス：細川ふみえ
3話目に登場。シャルルドゴール発成田行の機内で、コックピットに食事を届けた際、香月に興味を抱き、長話をした末に、飲み物の入ったコップを操縦パネルの上に置こうとした為、機長から厳重注意を受ける(この時、機長をカミナリおじさん呼ばわりをする)そして去り際に香月に対してウインクをしていく。名札に「森」と確認出来る。
北浦：芦川よしみ
客室乗員部パーサー。部下を注意した機長に対し「怒りすぎだ」と反論するが、香月から「空の安全を守る為に悪役に徹している」と諭され納得。香月にわずかに興味を抱く。3話目に登場。
小野：辰巳琢郎
客室乗員部チーフパーサー
ナレーション：石丸謙二郎

## 主題歌
- 「愛は君」井上陽水

## スタッフ
- 原案・監修：深田祐介
- 脚本：石原武龍
- 音楽：難波弘之
- プロデュース：野添和子、内野建、成合由香、福富京子、杉川広明、武部真子
- 監督：浅生憲章、國原俊明、江崎実生、かとうじん、井坂聡
- 協力：日本航空
- 技術協力：IMAGICA
- 制作協力：フジアール
- 制作：大映テレビ、TBS

## サブタイトル
| 話数   | 放送日        | サブタイトル       |
| ------ | ------------- | ------------------ |
| 第1話  | 1994年4月12日 | 許されぬ愛         |
| 第2話  | 1994年4月19日 | くじけない愛！     |
| 第3話  | 1994年4月26日 | パリのこわい女！   |
| 第4話  | 1994年5月3日  | 運命のライバル！   |
| 第5話  | 1994年5月10日 | 彼は渡さない！     |
| 第6話  | 1994年5月17日 | ウソでもいいから！ |
| 第7話  | 1994年5月24日 | サヨナラも愛です！ |
| 第8話  | 1994年5月31日 | 愛人でもいいの！   |
| 第9話  | 1994年6月7日  | 赤ちゃんがほしい！ |
| 第10話 | 1994年6月14日 | 逆上する妻！       |
| 第11話 | 1994年6月21日 | 恋がたきの脅迫！   |
| 第12話 | 1994年6月28日 | ふたりの運命は？   |

第3話は放送当日（4月26日）午後8時16分に中華航空機（エアバスA300）が名古屋空港で着陸に失敗した事故の速報を送出。冒頭の約20分放送したところで報道特別番組に差し替えられたため、翌日の16:00 - 16:55に振り替え放送された。
しかし偶然であったとはいえ、ニュース速報の字幕と同時にドラマ劇中の旅客機による成田空港への着陸・滑走路への進入、管制塔と交信中のコックピット内部の場面が映し出された他（操縦士の職務内容を説明する為の場面ではあったが）劇中の演出として、飛行中のコックピットでの乗務員による私語雑談・操縦パネルの扱い・それらに対しての機長からの注意への反論など、コックピットでの場面に安全に対して配慮に欠ける描写が見られたとしたため、TBSに抗議の電話が殺到した。